# Кужба (сельское поселение)
Кужба — административно-территориальная единица (административная территория село с подчинённой ему территорией) и муниципальное образование (сельское поселение с полным официальным наименованием муниципальное образование сельского поселения «Кужба») в составе муниципального района Усть-Куломского в Республике Коми Российской Федерации.
Административный центр — село Кужба.

## История
Статус и границы административной территории установлены Законом Республики Коми от 6 марта 2006 года № 13-РЗ «Об административно-территориальном устройстве Республики Коми».
Статус и границы сельского поселения установлены Законом Республики Коми от 5 марта 2005 года № 11-РЗ «О территориальной организации местного самоуправления в Республике Коми».

## Население
| 2010 | 2011  | 2012  | 2013  | 2014  | 2015  | 2016 |
| ---- | ----- | ----- | ----- | ----- | ----- | ---- |
| 1067 | ↘1059 | ↘1049 | ↘1034 | ↘1029 | ↘1022 | ↘985 |
| 2017 | 2018  | 2019  | 2020  | 2021  |       |      |
| ↗997 | ↘977  | ↗983  | ↘962  | ↗1011 |       |      |

## Состав
Состав административной территории и сельского поселения:
| № | Населённый пункт | Тип населённого пункта       | Население |
| - | ---------------- | ---------------------------- | --------- |
| 1 | Кужба            | село, административный центр | 277       |
| 2 | Малая Кужба      | деревня                      | 164       |
| 3 | Озъяг            | посёлок                      | 496       |
| 4 | Ульяново         | посёлок                      | 130       |